# グレゴール・フッカ
グレゴール・フッカ（Gregor Fucka、1971年8月7日 - ）は、イタリアの元プロバスケットボール選手。ユーゴスラビアスロベニア社会主義共和国クラーニ出身。ポジションはパワーフォワード、センター。215cm、98kg。